# 政府和社会资本合作
PPP模式，即，又称公私協力、公私合作伙伴关系、公用事业市场化或公用事业民营化等，是公共建設的開發模式，由公共部门与私营部门合作提供公共建設的建設與服務。在實現公共建設功能的同时，也为私营部门带来利益。不同於傳統由公共部门自食其力提供公共服務，由于私营部门分担了公共部门的初期投入，此模式可以减少政府提供公共服務的成本，應對政府超載（Governmental Overload）的困境，而在世界各地广泛应用。

## 模式
常見的PPP模式如下：
- 民間興建營運後轉移模式（Build–Operate–Transfer, BOT）：政府提供土地，由民間機構自行興建、營運；營運期屆滿，營運權轉移給政府。
- 委外經營（Operate–Transfer, OT）：營運後轉移模式。由政府投資興建該公共設施，再委由民間機構經營；屆營運期滿，營運權轉移給政府。
- 興建-營運-擁有模式(Build-Operation-Own, BOO)：依政府的政策，由民間機構自備土地及資金興建營運。業者擁有其所有權，不會轉移給政府。業者與政府協調雙方權利義務細項。業者負擔一些政府要求的義務，例如雇用在地員工等，以交換享有稅賦減免及融資優惠等好處。[8]
- 民間重建營運後移轉模式：(Reconstruction-Operation-Transfer, ROT）：政府將舊公有建物、財產委託或出租給民間機構，允其擴建、整建、重建後營運；屆營運期滿，營運權轉移給政府。[8]
- 民間融資提案（英语：Private finance initiative）（PFI）：政府與民間機構訂定長期購買或承租契約，委由民間機構自行籌措財源，興建營運公共建設，或提供公共服務。[9] 1992年，英國推動的「民間融資小組」是PFI最早、最主要的典範。[9][10]

## 批評
對PPP常見的批評是，其欠缺當責（Accountability），與不夠透明（transparency）。欠缺當責方面，係在公私協力的政策產出過程中，公部門與私部門之間的角色界線混淆，要確定應由哪方替公共服務的哪個部份品質負最終責任變得困難。 不夠透明方面，民間業者常以商業機密為由隱藏營運細節，從而使公眾監督變得困難。 此外，沒有利潤可圖的政策無法吸引私部門參與，導致私部門依舊不會參與提供某些種類的公共財；私部門追求利潤，使其可能採取風險移轉（risk transfer）的營運策略，損害公共利益。

## 外部連結
- 《促進民間參與公共建設法》 （页面存档备份，存于）：2000年於台灣通過、鼓勵公私協力的法律。